# Zoar (Ohio)
Zoar es una villa ubicada en el condado de Tuscarawas en el estado estadounidense de Ohio. En el Censo de 2010 tenía una población de 169 habitantes y una densidad poblacional de 96,96 personas por km².

## Geografía
Zoar se encuentra ubicada en las coordenadas 40°36′47″N 81°25′23″O / 40.61306, -81.42306. Según la Oficina del Censo de los Estados Unidos, Zoar tiene una superficie total de 1.74 km², de la cual 1.51 km² corresponden a tierra firme y (13.37%) 0.23 km² es agua.

## Demografía
Según el censo de 2010, había 169 personas residiendo en Zoar. La densidad de población era de 96,96 hab./km². De los 169 habitantes, Zoar estaba compuesto por el 98.22% blancos, el 0% eran afroamericanos, el 0% eran amerindios, el 0.59% eran asiáticos, el 0% eran isleños del Pacífico, el 0% eran de otras razas y el 1.18% pertenecían a dos o más razas. Del total de la población el 0.59% eran hispanos o latinos de cualquier raza.